# کیمن توگاشی
کیمن توگاشی (ژاپنی: 富樫 敬真؛ زادهٔ ۱۰ اوت ۱۹۹۳) یک بازیکن فوتبال اهل ژاپن است.
از باشگاه‌هایی که او در آن بازی کرده‌ می‌توان به باشگاه فوتبال یوکوهاما مارینوس، باشگاه فوتبال توکیو و باشگاه فوتبال ماچیدا زلویا اشاره کرد.